# Teenagers from Mars
Teenagers from Mars è un singolo inedito dei Misfits, che avrebbe dovuto essere pubblicato dalla Plan 9 Records come PL1003, di cui esistono solo 6 copie in EP. Per ragioni ignote, l'idea di pubblicarlo venne accantonata. Secondo Glenn Danzig, la prima copia acetata aveva Teenagers From Mars in entrambi i lati. Questa copia è stata data a George Germain. Glenn possedeva cinque copie speciali che sono andate: una a Jerry Only; una al jukebox di Max's Kansas City; una al jukebox del CBGB, una a George Germain. Alcune copie presentavano il logo dei Misfits in una semplice confezione bianca con i titoli stampati sopra. Non altrettanto la copia di George Germain. La copia di Max's Kansas City è stata venduta in una convention di dischi di New York nel 1987 per circa 200 dollari. Precedentemente, era stata venduta in un negozio chiamato Golden Disc per meno di un dollaro.

## Tracce

### Master

#### Lato A
- Teenagers from Mars

#### Lato B
- Teenagers from Mars

### Altre copie

#### Lato A
- Static Age

#### Lato B
- Teenagers from Mars